# 阿尼克·卡斯丹
穆罕默德·阿尼克·卡斯丹（英語：Mohamad Aniq Kasdan，2002年6月16日—）是馬來西亞舉重運動員。他在2021年世界舉重錦標賽55公斤級挺舉奪得銀牌。他也創造了歷史，成為首位在世界舉重錦標賽上贏得獎牌的馬來西亞舉重運動員。

## 外部連結
- 阿尼克·卡斯丹在國際舉重總會的頁面
- 阿尼克·卡斯丹在國際舉重總會的頁面
- 阿尼克·卡斯丹在國際舉重總會的頁面